# Nguyễn Thị Mỹ Linh
Nguyễn Thị Mỹ Linh (ur. 2003) – wietnamska zapaśniczka walcząca w wolnym.
Wygrała mistrzostwa Azji Południowo-Wschodniej w 2025. Druga na mistrzostwach Azji U-23 w 2025 roku.